# Sepsiszék
Sepsiszék a Magyar Királyság egykori közigazgatási területe volt Székelyföldön, mely a Tusnádi-szoros és a Barcaság között, az Olt völgyében alakult ki.

## Fekvése
A történelmi Sepsiszék az Olt völgyében fekszik. Szomszédai: délkeleten Orbaiszék, északkeletre Kézdiszék és Kászonszék, északra Csíkszék, északnyugatra Bardóc fiúszék és Felső-Fehér vármegye egyik szigete, délnyugatra Barcaság határolta.

## Története
Sepsi (Sebus) név már 1224-ben előfordult, mint terület (terra Sicolorum terre Sebus) II. András király ama kiváltságlevelében, melyben a szászoknak önkormányzatot adott. A II. András által betelepített szászok átvették a székely helységek nevét: (Szász)kézd, (Szász)orbó és (Szász)sebes, és az önkormányzati formát, így alakultak ki a szász székek.
Az Andreanum után a Háromszéki-medencébe költözött székelyek nemzetségenként magukkal vitték a kézdi, orbai és sepsi (sebesi) származási helyük nevét s alakították ki önkormányzatukat; az újkorban (Miklósvár székkel együtt) Háromszék közigazgatási egységét alkották.
1252-ben IV. Béla király külföldi követségekben tett szolgálataiért Akadás fia Vince comes, Sebus-i székelynek adományozta a kerci románok, Barasu-i szászok és a Sebus-i székelyek területe közötti a tatárjárás alatt elnéptelenedett Zek {Szék} nevű földet, amely egykor Fulkun nevű szász birtoka volt.
1459 novemberének végén a 3 nemzet unióját megújító segesvári gyűlésen Miklósvár szék küldöttei panaszkodtak Sepsiszék bekebelezési törekvései miatt, ekkor oklevélben is megerősítették Miklósvárszék önállóságát.
Az 1506 decemberi agyagfalvi gyűlésen Sepsiszék részéről Kálnoki Bálint, Czirják Balázs, Daczó Péter és Mikó Mihály mint  primorok írták alá a fegyveres fölkelést tiltó okmányt.
Sepsiszék 1562-ben egyesült Kézdiszékkel és Orbaiszékkel Háromszék néven.